# Ganso
Ganso, właśc. Paulo Henrique Chagas de Lima (ur. 12 października 1989 w Ananindeui) – brazylijski piłkarz występujący na pozycji ofensywnego pomocnika w brazylijskim klubie Fluminense FC oraz w reprezentacji Brazylii.

## Kariera klubowa
Jest wychowankiem klubu Tuna Luso Belém, w którym grał do 15 roku życia. Następnie przez jeden sezon był zawodnikiem młodzieżowego klubu Paysandu SC. Tam wypatrzył go trener klubu Santos FC i ściągnął do drużyny. Po kontuzji, która wyeliminowała go z gry na pół roku, wystąpił w finale zawodów Campeonato Paulista do lat 20, i wraz z drużyną zdobył mistrzostwo. W 2008 roku grał w Mistrzostwach Brazylii, ale jego drużyna została wyeliminowana w ćwierćfinale. W marcu 2010 Paulo przedłużył kontrakt z klubem do 2015 roku. 24 listopada 2009 r. został nominowany do nagrody Brazylijskiej Konfederacji Piłki Nożnej CBF jako "Objawienie roku". 2 maja 2010 drużyna Santosu ponownie wygrała mecz w finale Campeonato Paulista.

## Kariera reprezentacyjna
Od 2009 r. Ganso był w składzie młodzieżowej reprezentacji Brazylii U-20. Rozegrał z nią 7 spotkań, w których strzelił 1 gola. 11 maja trener reprezentacji Brazylii wpisał go na listę rezerwową zawodników na Mistrzostwa Świata 2010 w Republice Południowej Afryki. 10 sierpnia zadebiutował w reprezentacji w towarzyskim meczu z USA.